# 限界 (音楽)
音楽理論における限界（げんかい、リミット）とは、特定の楽曲または音楽ジャンルに見られる和声、またはその拡張として、特定の音階または音階のクラスを使って構成できる和声を特徴付けるために使われるさまざまな方法の一つである。 
この用語を導入したのはハリー・パーチで、特定の楽曲中の和声の複雑さの上限を示すために使った。限界という名前はそこから来る。 
和声の'複雑さ'を定義する困難さのため、限界概念には複数の異なる定式化がある。

## 倍音列と音楽の発展
ハリー・パーチ、Ivor Darreg、ラルフ・デヴィッド・ヒルなどの微分音音楽の作曲家たちは、音楽の構成において次第により高次の倍音が使われるようになったことを指摘している。
中世西洋音楽では、オクターヴと完全五度から構成される（つまり最初の３つの倍音だけが関与する、3限界の）和音だけが協和音であると考えられていた。
西洋では、ルネサンスのころに三和音が出現し、間もなく西洋音楽の基本的な構成要素となった。このような三和音中の長三度や短三度は、最初の５つの倍音の関係を利用している。5限界、今日言われるところの純正律である。
20世紀になると、ブラックミュージックの基本的な構成要素として四和音が登場した。
伝統的な音楽理論教育では通常、このような七の和音を、長三度と短三度の連鎖として説明している。
けれども、これは５倍を超える倍音同士の関係から直接派生するものとしても説明可能である。
例えば、12平均律におけるドミナントセブンスコードは4:5:6:7で近似できるし、メジャーセブンスコードは8:10:12:15で近似できる。
この歴史は、少なくとも革命的なジャンルにおいては(単純な三和音はジャズではめったに使われない)、各時代の支配的なテクノロジー（三和音など）が、旧時代のテクノロジー（中世の空虚四度、五度など）に完全に取って代わるという、断続平衡説的な進化を示唆している。
このことから、和声の複雑さを説明するために上限概念を使うことが正当化されると考えられる。

## 奇数限界と素数限界
純正律音階では、音程を有理数から導く。
音楽理論の文献においては、音程に関して奇数限界(協和音の議論に使用)と素数限界(音階の構築に使用)の二種類の限界が使われる。
ただし、この区別はあらゆる著者が意識しているわけではない。
素数限界と奇数限界に含まれる音程の集合は、たとえ「n」が奇数素数であっても同じではないことに注意すること。

### 奇数限界
「n」奇数限界の調律では、分子または分母を割る最大の奇数が「n」以下になるような有理数から音程を求める。
純正律では、音程は周波数比によって表される。
ハリー・パーチは「Genesis of a Music」において、純正律音程の複雑さを、（既約分数として表された）周波数比を構成する数の大きさを、オクターブで割った剰余に比例すると定義した。
純正律ではオクターブは因数２によって表されるので、オクターブより狭いいかなる音程の複雑さも、比を構成する最大の奇数によって簡単に測定できる。
この限界は、他の限界概念の定式化と区別するため、しばしば奇数限界と呼ばれる。 
Paul Erlichたちは、このパーチの枠組みが現代的な音響心理学の基礎になることを示した。

### 素数限界
「n」素数限界の調律では、「n」以下の素数によって素因数分解できるような有理数から音程を求める。
1970年代後半のアメリカの西海岸では、アメリカン・ガムランと呼ばれる新しい音楽ジャンルが形作られようとしていた。
カリフォルニアなどのミュージシャンは、インドネシアのガムランに影響を受けて、独自のガムラン楽器を製作しだした。その楽器は純正律で調律されることが多かった。
このムーブメントの中心人物は、アメリカ人の作曲家ルー・ハリソンだった。
アメリカン・ガムランの作曲家たちは、音階を倍音列から構成することが多かったパーチとは異なり、フォッカーの周期ブロックの構成に使われるのと類似の方法で、純正律の格子から音階を構成することが多かった。
そのような音階の周波数比には、非常に大きな数が含まれることが多いが、にもかかわらず、音階中の他の音とは単純な音程で関連付けられる。
そのような音階からパーチの奇数限界を求めると、誤解を招く結果になりやすいので、このようなミュージシャンは、代わりに特定の音階を構成するあらゆる音程を素因数分解できる最大の素数を使用した。
これが後に素数限界として知られるようになった。

## 例
| 比      | 奇数限界 | 素数限界 |
| ------- | -------- | -------- |
| 3/2     | 3        | 3        |
| 4/3     | 3        | 3        |
| 5/4     | 5        | 5        |
| 5/2     | 5        | 5        |
| 10/3    | 5        | 5        |
| 7/5     | 7        | 7        |
| 10/7    | 7        | 7        |
| 9/8     | 9        | 3        |
| 27/16   | 27       | 3        |
| 81/64   | 81       | 3        |
| 243/128 | 243      | 3        |

## 純正律を超えて
平均律においては、純正律の単純な比は、近似する無理数に変換される。
この操作は、うまくいけば、さまざまな音程間の和声の相対的な複雑さ自体を変えることはないが、和音の限界の計算はより困難になる。
この場合、まず近似元になっている有理数音程を判定してから、奇数限界や素数限界を計算する必要がある。
ただし、和音の中には、有効な純正律の調律が複数ある和音もある(12平均律の減七和音など)ので、この方法でうまくいくとは限らない。

## 注
1. ↑  http://lumma.org/tuning/erlich/erlich-tFoT.pdf